# Некрасов, Пётр Сергеевич
Пётр Сергеевич Некрасов (26 мая (7) июня 1889 год, Омск — 6 мая 1963, там же) — российский и советский театральный актёр и режиссёр, народный артист РСФСР.

## Биография
Родился 26 мая (7) июня 1889 года в Омске в семье рабочего-каменщика. В два года умерла мать, а в три не стало отца, воспитывался в сиротском приюте «Омское убежище для бедных». С 6 лет начал работать в корзиночной мастерской, через год — в сапожной, потом стал учеником столяра.
В 1906 году режиссёр Омского театра драмы И. И. Белоконь ввёл его на роль казачка, песенника и плясуна, в спектакль «Стенька Разин». В 1910-х играл в Петропавловском театре (Казахстан). Служил в театрах Томска, Тюмени, Саратова, Симбирска. Во время Первой мировой войны в 1916 году был мобилизован в армию и направлен в 140-й Пензенский пехотный полк, где выступал в военном театре.
После Октябрьской революции был одним из организаторов и режиссёров 1-го Свободного театра в Пензе. В 1918 году, когда начался мятеж чехословацкого корпуса, вступил добровольцем в Пензенскую дивизию РККА, в составе которой с боями дошёл до Самары. В 1920 году вступил в труппу Сибгостеатра (Омск). В 1923—1935 годах играл в Семипалатинске, Хабаровске, Владивостоке, Калуге, Брянске.
С 1935 года до конца жизни играл в Омском драматическом театре. В 1958 году был первым из омских актёров удостоен звания народного артиста РСФСР. Сыграл более 500 ролей.
Ушел из жизни 6 мая 1963 года в Омске, похоронен на Старо-Северном кладбище. 13 мая 1965 года на могиле артиста был установлен памятник работы омского скульптора Фёдора Дмитриевича Бугаенко.

## Награды и премии
- Заслуженный артист РСФСР (1947).
- Народный артист РСФСР (1958).

## Работы в театре

### Актёр
- «Гроза» А. Н. Островского — Кудряш
- «Фландрия» В. Сарду — Ионас, городской звонарь
- «В Лебяжьем» Дм. Девятова — Прокопыч
- «Золотопромышленники» Д. Мамина-Сибиряка — Харитон Харитонович Ширинкин
- «Собака на сене» Лопе де Вега — Тристан
- «Ревизор» Н. В. Гоголя — Бобчинский
- «Женитьба Бальзаминова» А. Н. Островского — Михайло Бальзаминов
- «На дне» М. Горького — Алёшка
- «Без вины виноватые» А. Н. Островского — Шмага
- «Бесприданница» А. Н. Островского — Робинзон
- «Красавец мужчина» А. Н. Островского — Наум Федотыч Лотохин
- «Персональное дело» А. Штейна — Колокольников Ю. И. — инженер
- «Лес» А. Н. Островского — Счастливцев
- «Гроза» А. Н. Островского — Тихон, Кулигин
- «Горе от ума» А. С. Грибоедова — Фамусов
- «Ревизор» Гоголя — Осип
- «Власть тьмы» Толстого — Аким
- «На дне» М. Горького — Лука
- «Мещане» Горького — Перчихин
- «Платон Кречет» А. Е. Корнейчука — Бублик
- «Слава» Гусева — Медведев
- «В степях Украины» Корнейчука — Галушка
- «В старой Москве» Пановой — Сушков
- «В дороге» В. С. Розова
- «Сын народа» Ю. Германа — Колечко
- «Живой ключ» М. Бударина — Гончаров
- «Вишнёвый сад» А. П. Чехова — Фирс
- «Дядя Ваня» А. П. Чехова — Вафля

### Режиссёр
- «Хищница» по Бальзаку (1940)
- «В степях Украины» А. Е. Корнейчука (1941)

## Память
- В 1963 году решением Омского горисполкома от 12 июля Театральной улице, находившейся недалеко от Омского драматического театра, было присвоено имя Петра Некрасова.